# Rhodafra
Rhodafra is een geslacht van vlinders uit de onderfamilie Macroglossinae van de familie pijlstaarten (Sphingidae).

## Soorten
- Rhodafra marshalli (Rothschild & Jordan, 1903)
- Rhodafra opheltes (Cramer, 1780)